# Stade Auguste Bonal
O Stade Auguste Bonal (antigo Stade de la Forge) é um estádio localizado em Montbéliard, na França. Utilizado predominantemente para partidas de futebol, é a casa do Sochaux, e tem capacidade para 20.005 pessoas.

## História
Inaugurado em 1931 com o nome de Stade de la Forge, mudou de nome para Auguste Bonal em 1945 e já sofreu diversas reformas a fim de modernizá-lo.